# 都市風景線
《都市风景线》是台灣作家刘呐鸥唯一一部小说集，1930年4月出版，小说內容圍繞大上海的情愛故事，並描寫都市氛围和景觀，是具有都市文化气息的作品。
該小說集收錄了8篇小说：《游戏》、《风景》、《流》、《热情之骨》、《两个时间的不感症者》、《礼仪和卫生》、《残留》和《方程式》。作者以夸张的笔調，将男女之間的情愛高度戏剧化，藉此渲染现代都市的奢靡和放纵。
該本小說集描述了都市欲望及其物质文化，同時体现了现代主义文学的基本精神，反映了现代人在高度发达的社會下的狀態，带有对都市现代病態的忧虑和讽刺，可說是跟隨波德莱尔名著恶之花所走的路。

## 情節簡介
《游戏》
拥有资本家男人的女士，與另一个叫步青的男人约会、做爱。
《两个时间的不感症者》
舞厅中，女士先与H游戏，然后，遇到T，跳舞後，她将H和T抛下而赴约。
《风景》
燃青与女士在火车相识，他们下车在田野上做爱，然后各奔东西。
《方程式》
Y丧妻，其姑母给他介绍两A和W；過了一會，又在兩天內決定和S結婚。